# Brouwer (månekrater)
 For alternative betydninger, se Brouwer. (Se også artikler, som begynder med Brouwer)
Brouwer er et nedslagskrater på Månen. Det befinder sig på den sydlige halvkugle på Månens bagside og er opkaldt efter den hollandsk-amerikanske astronom Dirk Brouwer (1902 – 1969) og den hollandske matematiker og filosof Luitzen Egbertus Jan Brouwer (1881-1966).
Navnet blev officielt tildelt af den Internationale Astronomiske Union (IAU) i 1970. 
Krateret observeredes første gang i 1965 af den sovjetiske rumsonde Zond 3.

## Omgivelser
Det yngre og lidt mindre Langmuirkrater er trængt ind i den vestlige rand af Brouwer. Længere mod øst ligger den større bjergomgivne slette Blackett. 

## Karakteristika
Brouwer er et gammelt krater med en rand, som er blevet stærkt nedslidt af senere nedslag. Dele af randen mod øst og nord kan stadig spores i det irregulære terræn, men den sydlige rand er næsten helt brudt sammen. Kraterbunden er stærkt ujævn i den sydøstlige halvdel og lidt mere jævn mod nordvest. Lige sydøst for kraterets midte ligger satellitkrateret "Brouwer H". Hvis der tidligere har været en central top på bunden, er den formentlig blevet ødelagt af det nedslag, som skabte Brouwer H.

## Satellitkratere
De kratere, som kaldes satellitter, er små kratere beliggende i eller nær hovedkrateret. Deres dannelse er sædvanligvis sket uafhængigt af dette, men de får samme navn som hovedkrateret med tilføjelse af et stort bogstav. På kort over Månen er det en konvention at identificere dem ved at placere dette bogstav på den side af satellitkraterets midte, som ligger nærmest hovedkrateret. Brouwerkrateret har følgende satellitkratere:
| Brouwer | Længde  | Bredde   | Diameter |
| ------- | ------- | -------- | -------- |
| C       | 33,4° S | 122,1° V | 26 km    |
| H       | 35,9° S | 124,4° V | 19 km    |
| P       | 38,6° S | 126,5° V | 29 km    |

## Måneatlas
- Billeder af Brouwerkrateret i LPI-måneatlasset